# Peromyia ramosoides
Peromyia ramosoides är en tvåvingeart som beskrevs av Jaschhof 2009. Peromyia ramosoides ingår i släktet Peromyia, och familjen gallmyggor. Arten har ej påträffats i Sverige.